# Plangiopsis
Plangiopsis is een geslacht van rechtvleugeligen uit de familie sabelsprinkhanen (Tettigoniidae). De wetenschappelijke naam van dit geslacht is voor het eerst geldig gepubliceerd in 1889 door Karsch.

## Soorten
Het geslacht Plangiopsis omvat de volgende soorten:
- Plangiopsis adeps Karsch, 1896
- Plangiopsis foraminata Karsch, 1891
- Plangiopsis schoutedeni Griffini, 1908
- Plangiopsis semiconchata Karsch, 1889